# Carl Jonas Love Almqvist

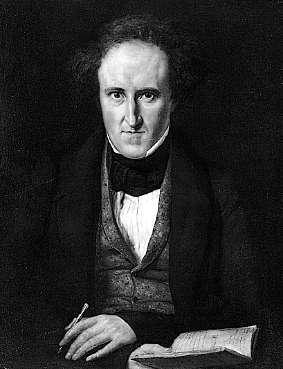
Carl Jonas Love Almqvist

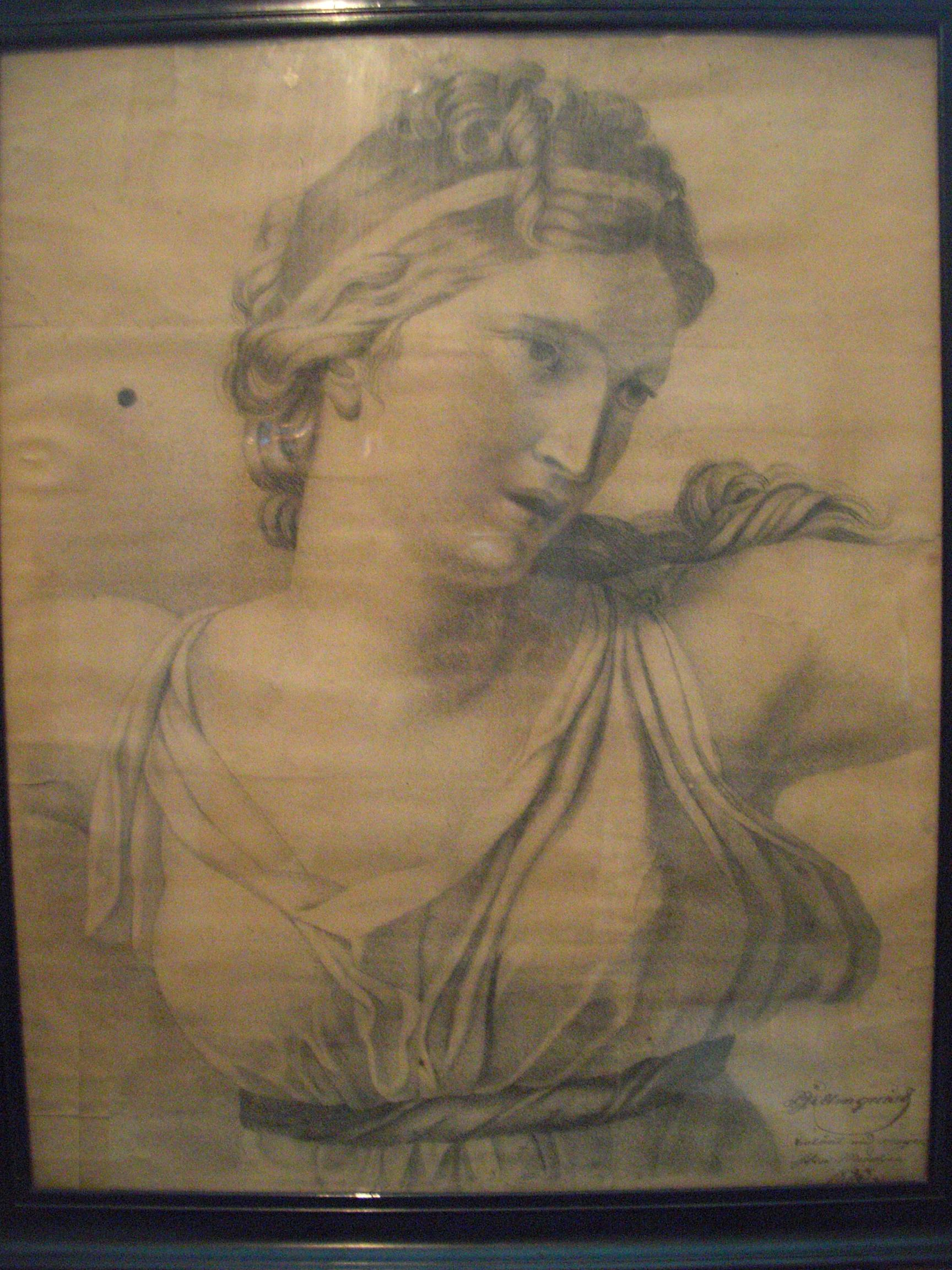
pintura de Almqvist, Rapto de las sabinas.

Carl Jonas Love Almqvist (n. 28 de noviembre de 1793 en Estocolmo Suecia - fallecido el 26 de septiembre de 1866 en Bremen Alemania), fue un poeta romántico, crítico romántico de la economía política, realista, compositor, crítico social y viajero. Algunos de sus pensamientos son considerados muy modernos; por ejemplo sus ideas sobre la igualdad entre hombres y mujeres.

## Biografía
Estudió en la Universidad de Upsala para posteriormente trabajar como oficinista en Estocolmo. En 1823 abandonó este empleo y en el otoño del año siguiente se trasladó a Adolfsfors-Köla, en el norte de Värmland, donde tenía algunos amigos. Inspirado por Rosseau, pretendía vivir un idilio rural. Allí se casó con Anna Maria Andersdotter Lundström (1799–1868), con quien tuvo dos hijos.  
En 1828 se convirtió en profesor de la escuela experimental Nya Elementar en Estocolmo, de la que fue rector entre los años 1829 y 1841. 
Almqvist fue ordenado pastor en 1837, sin llegar a ejercer como tal, y tras publicar la novela "Det går an", abandonó por completo tal carrera. Con el fin de mantenerse trabajó para varios periódicos, entre ellos Aftonbladet y Jönköpingsbladet.
En junio de 1851 huyó de Suecia bajo sospecha de fraude y acusado de, según el testimonio de Amanda von Brandt entre otros, varios intentos de envenenamiento con arsénico contra un usurero llamado Johan Jacob von Scheven, con quien tenía una deuda de 18.000 riksdaler. Emigró a los Estados Unidos, país a través del cual viajó bajo el nombre de Lewis Gustawi. En 1854 incurrió en bigamia al casarse con Emma Nugent, de 69 años, propietaria de una casa de huéspedes en Filadelfia. En 1865 trató de regresar a Suecia, pero sólo logró llegar hasta Bremen, donde vivió bajo otra identidad ficticia (profesor E. Westermann). Falleció allí al año siguiente. 

## Obra
Escribió varios libros y poemas. En algunos se traslucen sus ideas radicales sobre la sociedad y la política; en su novela "Drottningens juvelsmycke", el personaje principal, Tintomara, no es ni hombre ni mujer, e incita tanto a hombres como mujeres a enamorarse, y en su novela "Det går an" (trad. : "es posible"), una mujer vive con un hombre sin haberse casado con él. Estos libros causaron que la Iglesia y el Estado lo condenaran, considerándolo un "revolucionario peligroso". Asimismo, continuó manteniendo influencia con sus escritos y es considerado uno de los primeros reformistas sociales suecos del siglo XIX.
Trabajos destacados:
- Amorina (1822, rev. 1839), novela.
- Drottningens juvelsmycke (1834), novela.
- Ormus och Ariman (1839)
- Om poesi i sak (1839), ensayo y poesía.
- Det går an (1839), novela.
- Songes (1849), poemas.